# بارودا (ميشيغان)
بارودا (بالإنجليزية: Baroda, Michigan)‏ هي منطقة سكنية تقع في الولايات المتحدة في مقاطعة بيرين (ميشيغان). يقدر عدد سكانها بـ 873 نسمة ومساحتها 1.86 كم2 وترتفع عن سطح البحر 196 متر.

## التركيبة السكانية
قام مكتب تعداد الولايات المتحدة بتحديد بيانات التركيبة السكانية لبارودا في تعداد الولايات المتحدة. في ما يلي، التركيبة السكانية حسب تعدادي 2000 و2010.

### تعداد عام 2000
بلغ عدد سكان بارودا 858 نسمة بحسب تعداد عام 2000، وبلغ عدد الأسر 362 أسرة وعدد العائلات 232 عائلة مقيمة في القرية.
وتوزع التركيب العرقي للقرية بنسبة 96.74% من البيض و 0.35% من الأمريكيين الأصليين و 0.58% من الأمريكيين ذوي الأصول الآسيوية و 0.47% من الأمريكيين الأفارقة و 1.52% من عرقين مختلطين أو أكثر.
بلغ عدد الأسر 362 أسرة كانت نسبة 33.7% منها لديها أطفال تحت سن الثامنة عشر تعيش معهم، وبلغت نسبة الأزواج القاطنين مع بعضهم البعض 51.7% من أصل المجموع الكلي للأسر، ونسبة 9.1% من الأسر كان لديها معيلات من الإناث دون وجود شريك، وكانت نسبة 35.9% من غير العائلات. تألفت نسبة 29.6% من أصل جميع الأسر من أفراد ونسبة 10.2% كانوا يعيش معهم شخص وحيد يبلغ من العمر 65 عاماً فما فوق. وبلغ متوسط حجم الأسرة المعيشية 2.92، أما متوسط حجم العائلات فبلغ 2.35.
بلغ العمر الوسطي للسكان 36 عاماً. وكانت نسبة 25.3% من القاطنين تحت سن الثامنة عشر، وكانت نسبة 5.7% بين الثامنة عشر والأربعة وعشرون عاماً، ونسبة 34.6% كانت واقعةً في الفئة العمرية ما بين الخامسة والعشرون حتى والأربعة وأربعون عاماً، ونسبة 19.1% كانت ما بين الخامسة والأربعون حتى الرابعة والستون، ونسبة 15.3% كانت ضمن فئة الخامسة والستون عاماً فما فوق. يوجد لكل 100 أنثى 98.6 ذكر، ويوجد لكل 100 أنثى في الثامنة عشر من عمرها فما فوق 94.8 ذكر.
بلغ متوسط دخل الأسرة في القرية 36,250 دولار، أما متوسط دخل العائلة فبلغ 41,979 دولار. وكان متوسط دخل الذكور 32,411 دولار مقابل 24,107 دولار للإناث. وسجل دخل الفرد الخاص بالقرية 16,412 دولار. وكانت نسبة 6.0% من العائلات ونسبة 7.9% من السكان تحت خط الفقر، وكان من هؤلاء نسبة 8.1% تحت سن الثامنة عشر ونسبة 10.7% في الخامسة والستين من العمر وما فوق.

### تعداد عام 2010
بلغ عدد سكان بارودا 873 نسمة بحسب تعداد عام 2010، وبلغ عدد الأسر 381 أسرة وعدد العائلات 229 عائلة مقيمة في القرية. في حين سجلت الكثافة السكانية 1,212.5 نسمة لكل ميل مربع (468.1/كم2). وبلغ عدد الوحدات السكنية 407 وحدة بمتوسط كثافة قدره 565.3 لكل ميل مربع (218.3/كم2).
وتوزع التركيب العرقي للقرية بنسبة 95.6% من البيض و 0.5% من الأمريكيين الأصليين و 0.1% من الأمريكيين ذوي الأصول الآسيوية و 0.1% من سكان جزر المحيط الهادئ و 0.5% من الأمريكيين الأفارقة و 2.1% من عرقين مختلطين أو أكثر.
بلغ عدد الأسر 381 أسرة كانت نسبة 30.4% منها لديها أطفال تحت سن الثامنة عشر تعيش معهم، وبلغت نسبة الأزواج القاطنين مع بعضهم البعض 43.6% من أصل المجموع الكلي للأسر، ونسبة 13.6% من الأسر كان لديها معيلات من الإناث دون وجود شريك، بينما كانت نسبة 2.9% من الأسر لديها معيلون من الذكور دون وجود شريكة وكانت نسبة 39.9% من غير العائلات. تألفت نسبة 33.1% من أصل جميع الأسر من أفراد ونسبة 11.5% كانوا يعيش معهم شخص وحيد يبلغ من العمر 65 عاماً فما فوق. وبلغ متوسط حجم الأسرة المعيشية 2.90، أما متوسط حجم العائلات فبلغ 2.29.
بلغ العمر الوسطي للسكان 37.8 عاماً. وكانت نسبة 24.1% من القاطنين تحت سن الثامنة عشر، وكانت نسبة 8.4% بين الثامنة عشر والأربعة وعشرون عاماً، ونسبة 26.8% كانت واقعةً في الفئة العمرية ما بين الخامسة والعشرون حتى والأربعة وأربعون عاماً، ونسبة 26.7% كانت ما بين الخامسة والأربعون حتى الرابعة والستون، ونسبة 14% كانت ضمن فئة الخامسة والستون عاماً فما فوق. وتوزع التركيب الجنسي للسكان بنسبة 48.8% ذكور و51.2% إناث.